# Пора домой (песня)
«Пора домой» — песня, написанная Андреем Осадчуком и записанная украинской певицей Светланой Лободой в 2014 году. Композиция, спродюсированная Нателлой Крапивиной, премьера которой состоялась на «Русском Радио» 2 апреля 2015 года.

## История
Впервые композиция была исполнена на сольном концерте Светланы Лободы 1 января 2015 года в Киеве в большом концерт-холле «Stereo Plaza». 2 апреля 2015 года на «Русском Радио» состоялась премьера сингла «Пора домой», 12 мая 2015 года состоялась премьера на «Europa Plus Украина» в рамках «Let’s Go! Show», а 13 мая 2015 года на «Русском Радио Украина» в утреннем шоу «Будильники на Русском».

## Реакция критики
Алексей Мажаев из InterMedia дал удовлетворительную оценку композиции. В своей рецензии автор пишет, что у Светланы Лободы чрезвычайно точно получается создать атмосферу нервного возбуждения: «В такой атмосфере кажутся вполне оправданными и рифмы „домой — мой“, и даже „домой — золотой“… хотя нет, на золотом всё же чуть спотыкаешься, прилагательное выглядит инородным в этом абстрактном триллере, исполняемом Светланой». Также рецензентом было отмечено, что абстрактность упомянута не случайно: «Сказать, о чём эта песня, не сможет даже самый лояльный слушатель певицы, сопереживать Лободе можно, но не вполне понятно, чему именно». Ещё Мажаев пишет, что Светлана всегда оказывается более стремительной и страстной, чем способна выдержать её аудитория.

## Музыкальное видео
Видеоклип на новую песню снимали в крупнейшем городе Турции Стамбуле. По словам самой певицы, неожиданную стилистику видео определило, среди прочего, и место съёмок: «Стамбул — абсолютно сумасшедший город. И снимать в нём — не самая простая задача, но мы лёгких путей не ищем. Всё время в Турции нас сопровождали разного рода неожиданности и разного рода сюрпризы. Всё это в нашем клипе! Мы снимали и постоянно смеялись. Это была самая веселая съёмка в моей карьере».
Режиссировала работу по традиции продюсер Светланы Нателла Крапивина. В съёмках приняли участие ведущие развлекательного шоу «Орёл и Решка»: Жанна Бадоева, Регина Тодоренко, Леся Никитюк и Андрей Бедняков.
По сюжету Светлана Лобода в компании своих подруг (Леси и Регины) решила расслабиться по полной и устроить девичник. А личный водитель Светланы (Андрей) пытался хоть как-то призвать к порядку отбившуюся от рук девушку. Девушки решили отдохнуть на славу: сначала покатались на крыше автомобиля по городским улочками, после чего отправились отдохнуть и выпить в баре, где и угнали машину, бросив незадачливого шофёра. Далее трое девушек — Регина, Светлана и Леся — разыграли Жанну, не на шутку её испугав. Закончилось все знатной попойкой в пентхаусе с участием стриптизёра, который танцевал перед Лесей Никитюк.
Первоначальная дата релиза клипа была запланирована на 18 мая 2015 года, но в связи с Днем памяти жертв депортации крымского народа, релиз состоялся двумя днями позже.

## Список композиций
| №  | Название                                 | Автор(ы)       | Длительность |
| -- | ---------------------------------------- | -------------- | ------------ |
| 1. | «Пора домой»                             | Андрей Осадчук | 4:01         |
| 2. | «Пора домой (DJ Antonio Extended Remix)» | Андрей Осадчук | 4:16         |
| 3. | «Пора домой (DJ Antonio Remix)»          | Андрей Осадчук | 3:11         |

## Участники записи
- Светлана Лобода — вокал
- Андрей Осадчук — автор, композитор (слова и музыка)
- Нателла Крапивина — продюсер

## Чарты
| Год  | Название     | Чарты                               | Чарты                              | Чарты                                       | Чарты                               | Чарты                             | Чарты                           | Чарты                               |
| Год  | Название     | Россия и СНГ (TopHit Общий Топ-100) | Россия (TopHit Московский Топ-100) | Россия (TopHit Санкт-Петербургский Топ-100) | Украина (TopHit Украинский Топ-100) | Украина (TopHit Киевский Топ-100) | Радиочарт по заявкам TopHit 100 | Россия и СНГ (TopHit Общий годовой) |
| ---- | ------------ | ----------------------------------- | ---------------------------------- | ------------------------------------------- | ----------------------------------- | --------------------------------- | ------------------------------- | ----------------------------------- |
| 2015 | «Пора домой» | 15                                  | 41                                 | 43                                          | 1                                   | 1                                 | 15                              | -                                   |

## Награды и номинации
| Год  | Награда           | Номинированная работа | Категория        | Результат |
| ---- | ----------------- | --------------------- | ---------------- | --------- |
| 2015 | M1 Music Awards   | «Пора домой»          | Клип года        | Победа    |
| 2016 | Yuna              | «Пора домой»          | Лучшая песня     | Номинация |
| 2016 | Yuna              | «Пора домой»          | Лучший видеоклип | Номинация |
| 2016 | Премия RU.TV 2016 | «Пора домой»          | Видео на выезде  | Номинация |